# Minczo Jowczew
Minczo Smiłow Jowczew, bułg. Минчо Смилов Йовчев (ur. 27 lutego 1942 w Mygliżu, zm. 5 grudnia 2020 w Kazanłyku) – bułgarski polityk i inżynier, działacz Bułgarskiej Partii Komunistycznej, w latach 1989–1990 wicepremier oraz minister przemysłu i technologii.

## Życiorys
W 1966 został absolwentem studiów z inżynierii metalurgii w instytucie górniczego w Leningradzie. Pracował jako główny technolog w fabryce w Kazanłyku. Następnie od 1967 do 1971 był szefem departamentu i wicedyrektorem zakładu z branży hydraulicznej, potem do 1975 zastępcą prezesa innego przedsiębiorstwa z tej branży.
W 1968 wstąpił do Bułgarskiej Partii Komunistycznej: od 1975 do 1978 kierował departamentem ekonomicznym w jej komitecie w Kazanłyku, następnie do 1980 był zastępcą przewodniczącego rady obwodu Stara Zagora. Zajmował stanowisko I sekretarza BPK w obwodach Stara Zagora (1980–1984) i Chaskowo (1987–1989). W latach 1981–1990 zasiadał w Zgromadzeniu Narodowym VIII i IX kadencji. Od 1986 pozostawał członkiem Komitetu Centralnego Bułgarskiej Partii Komunistycznej, od listopada 1989 do lutego 1990 członkiem Politbiura, a od 1990 członkiem rady najwyższej. Od 17 listopada 1989 do 8 lutego 1990 zajmował stanowisko wicepremiera oraz ministra przemysłu i technologii w rządzie Georgiego Atanasowa. W późniejszych latach zatrudniony w przedsiębiorstwach w Kazanłyku i Sofii.